# Campeonato Europeo de Gimnasia Rítmica de 2021
El XXXVII Campeonato Europeo de Gimnasia Rítmica se celebró en Varna (Bulgaria) entre el 9 y el 13 de junio de 2021 bajo la organización de la Unión Europea de Gimnasia (UEG) y la Federación Búlgara de Gimnasia.
Las competiciones se realizaron en el Palacio de Cultura y Deportes de la ciudad búlgara. 

## Resultados
| Evento                                 | Oro | Plata | Bronce |
| -------------------------------------- | --- | --- | --- |
| Concurso completo ind. (12.06)         | Arina Averina · Rusia · 109,100 pts. | Boriana Kalein Bulgaria 107,625 pts.                                                                                     | Dina Averina · Rusia · 107,325 pts.                                                                              |
| Pelota (13.06)                         | Dina Averina · Rusia · 28,850 | Linoy Ashram Israel 28,600                                                                                               | Alina Harnasko · Bielorrusia · 28,500                                                                            |
| Mazas (13.06)                          | Linoy Ashram Israel 28,500 | Dina Averina · Rusia · 28,200                                                                                            | Anastasiya Salos · Bielorrusia · 27,800                                                                          |
| Cinta (13.06)                          | Dina Averina · Rusia · 24,700 | Alina Harnasko · Bielorrusia · 23,200                                                                                    | Arina Averina · Rusia · 22,600                                                                                   |
| Aro (13.06)                            | Dina Averina · Rusia · 28,350 | Linoy Ashram Israel 27,850                                                                                               | Anastasiya Salos · Bielorrusia · 27,650                                                                          |
| Grupo 5 con pelota (13.06)             | Bulgaria Simona Diankova Stefani Kiriakova Madlen Radukanova Laura Traets Erika Zafirova 47,500                                           | Rusia · Anastasiya Blizniuk · Anastasiya Maximova · Karina Metelkova · Anguelina Shkatova · Anastasiya Tatareva · 47,275 | Israel Ofir Dayan Yana Kramarenko Natalie Raits Yuliana Teleguina Karin Vexman 46,150                            |
| Grupos 3 con aro + 2 con mazas (13.06) | Israel Ofir Dayan Yana Kramarenko Natalie Raits Yuliana Teleguina Karin Vexman 46,150                                                     | Bulgaria Simona Diankova Stefani Kiriakova Madlen Radukanova Laura Traets Erika Zafirova 45,950                          | Italia · Martina Centofanti · Agnese Duranti · Alessia Maurelli · Daniela Mogurean · Martina Santandrea · 43,375 |
| Grupos concurso completo (12.06)       | Rusia · Anastasiya Blizniuk · Olga Karasiova · Anastasiya Maximova · Karina Metelkova · Anguelina Shkatova · Anastasiya Tatareva · 90,250 | Italia · Martina Centofanti · Agnese Duranti · Alessia Maurelli · Daniela Mogurean · Martina Santandrea · 87,450         | Israel Ofir Dayan Yana Kramarenko Natalie Raits Yuliana Teleguina Karin Vexman 87,400                            |

## Medallero
| Núm. | País        | Oro | Plata | Bronce | Total |
| ---- | ----------- | --- | ----- | ------ | ----- |
| 1    | Rusia       | 5   | 2     | 2      | 9     |
| 2    | Israel      | 2   | 2     | 2      | 6     |
| 3    | Bulgaria    | 1   | 2     | 0      | 3     |
| 4    | Bielorrusia | 0   | 1     | 3      | 4     |
| 5    | Italia      | 0   | 1     | 1      | 2     |
|      | TOTAL       | 8   | 8     | 8      | 24    |